# Mode under 1910-talet

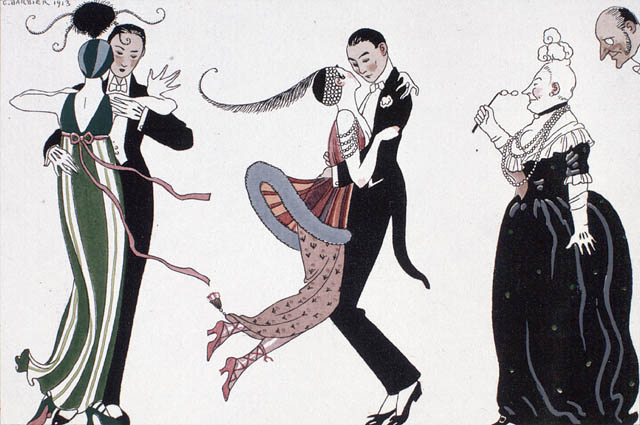
The Day's Madness. Dedicated on the occasion of January 1, 1914 to the Friends of the Journal of Ladies' Fashions.

Mode under 1910-talet syftar på modet under perioden mellan 1910 och 1920. Under denna tidsperiod var mode inte längre enbart ett västerländskt fenomen, utan hade blivit ett internationellt fenomen. Modet dikterades dock alltjämt från Europa. 

## Dammode

### Klädedräkt
Överdelen fick en hög midja, som satt strax under bysten, och modet kallades "den andra empiren". Korsetten avskaffades inte men i praktiken blev den mindre nödvändig när midjan blev hög.  
Kjolen blev snäv, vid över höfterna och smalnande av nedåt, kallad hobble skirt. 
Den mest moderna kombinationen var en kortärmad tunika med en hög midja, buren ovanpå en snäv kjol. Den figurnära tunikaklänningen, med ett skärp strax under bysten, var en populär modell. Under första världskriget blev vidare kjolar 1915–1917 tid modernt som en reaktion mot tygbristen under kriget.  
Dräkter var mycket populära som vardags- och resdräkt. Kombinationen blus och kjol var en självklart basklädsel. 
Under denna tid började modet bli något mindre enhetligt, eftersom haute couture förde fram olika modeskapare, som började lansera sina egna personliga skapelser. En av de mest inflytelserika modeskaparna var Paul Poiret, som har hyllats som den som avskaffade korsetten. 

### Hår och huvudbonad
Hattar och hår ändrades bara blygsamt. Det var fortfarande populärt med stort hår och stora hattar, som fungerade som kontrast till den snäva kjolen. 

### Bildgalleri

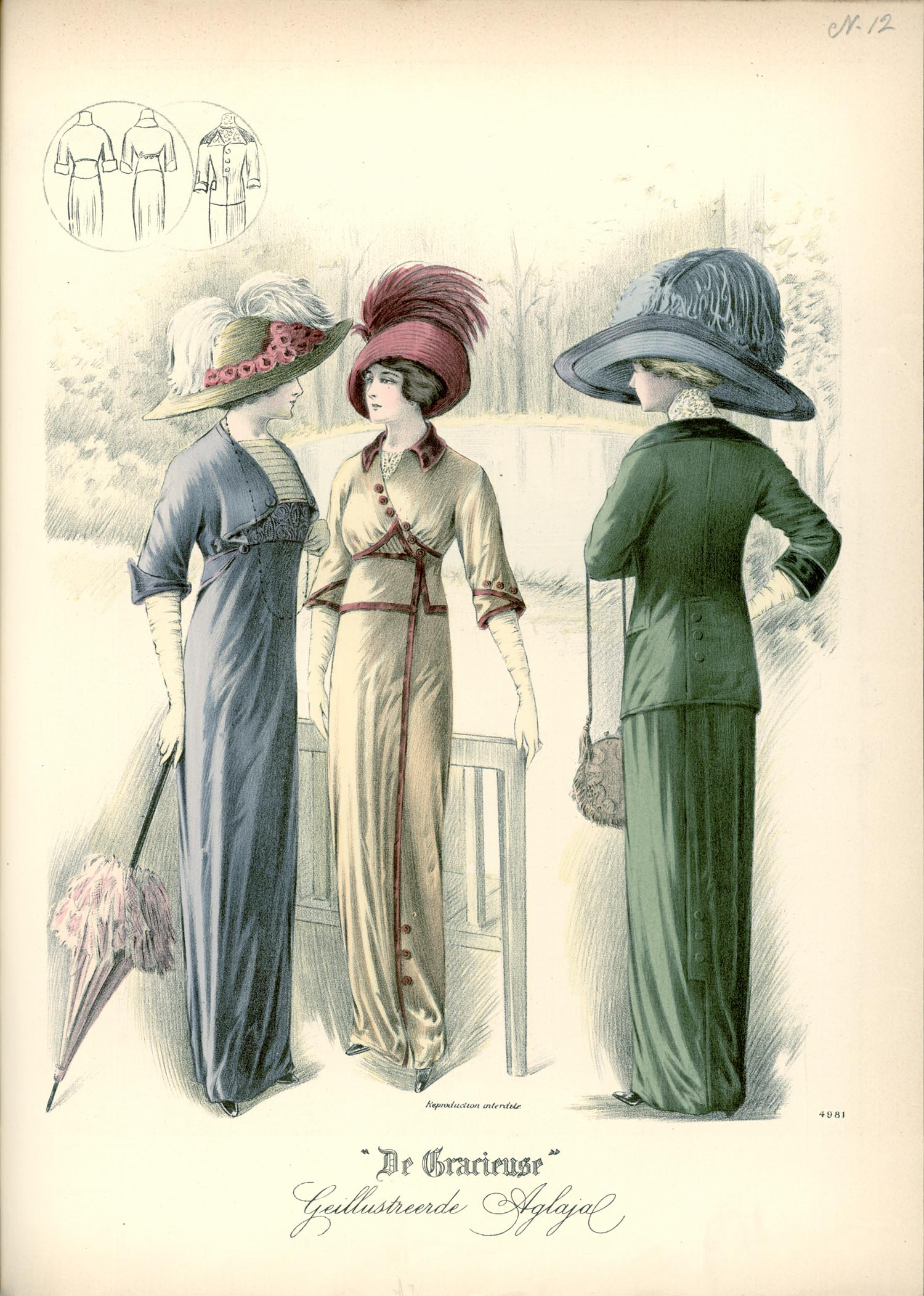
Gracieuse. Geïllustreerde Aglaja, 1911, aflevering 12, pagina 20–3
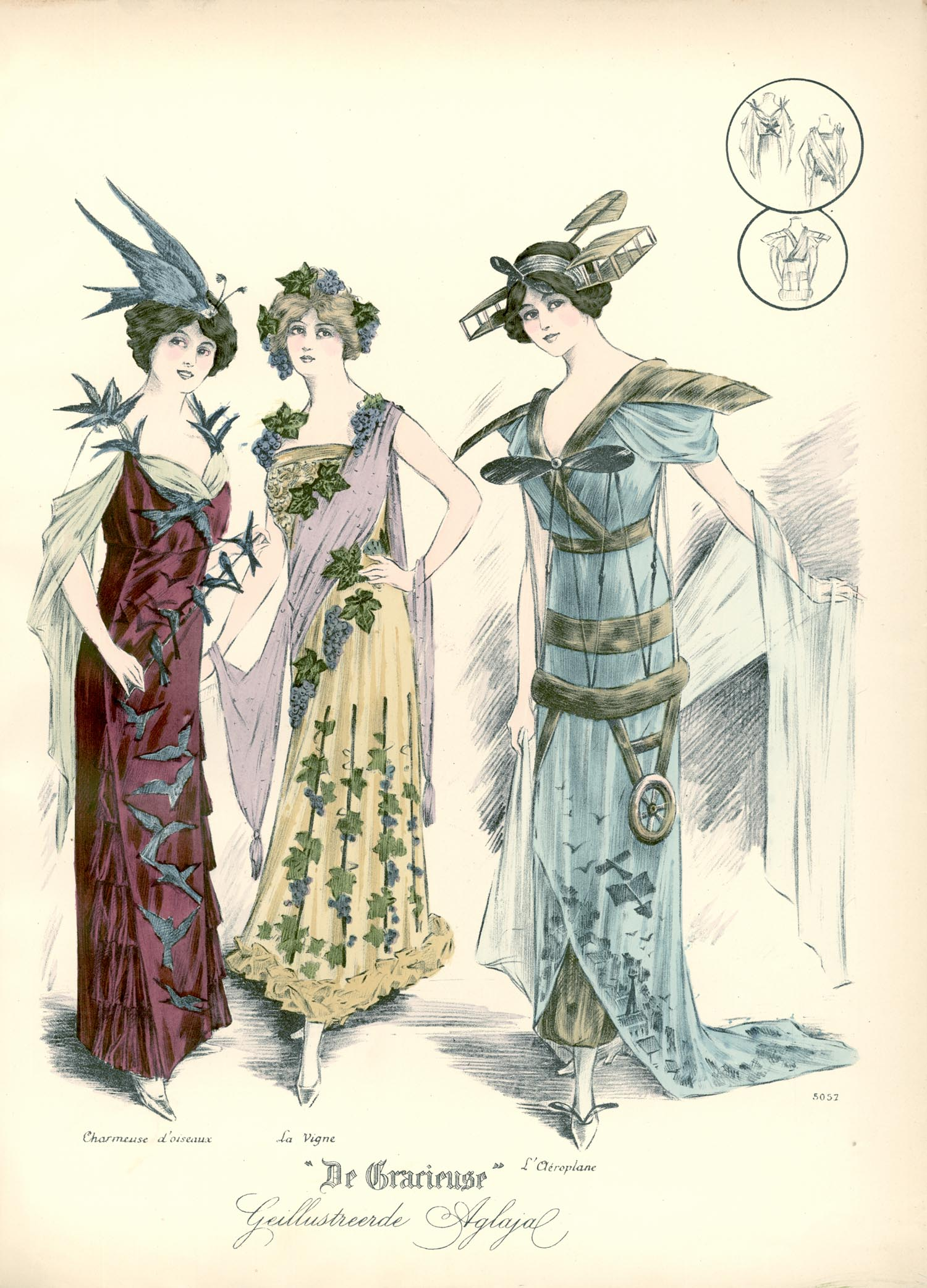
Gracieuse. Geïllustreerde Aglaja, 1912, aflevering 4, pagina 20-5
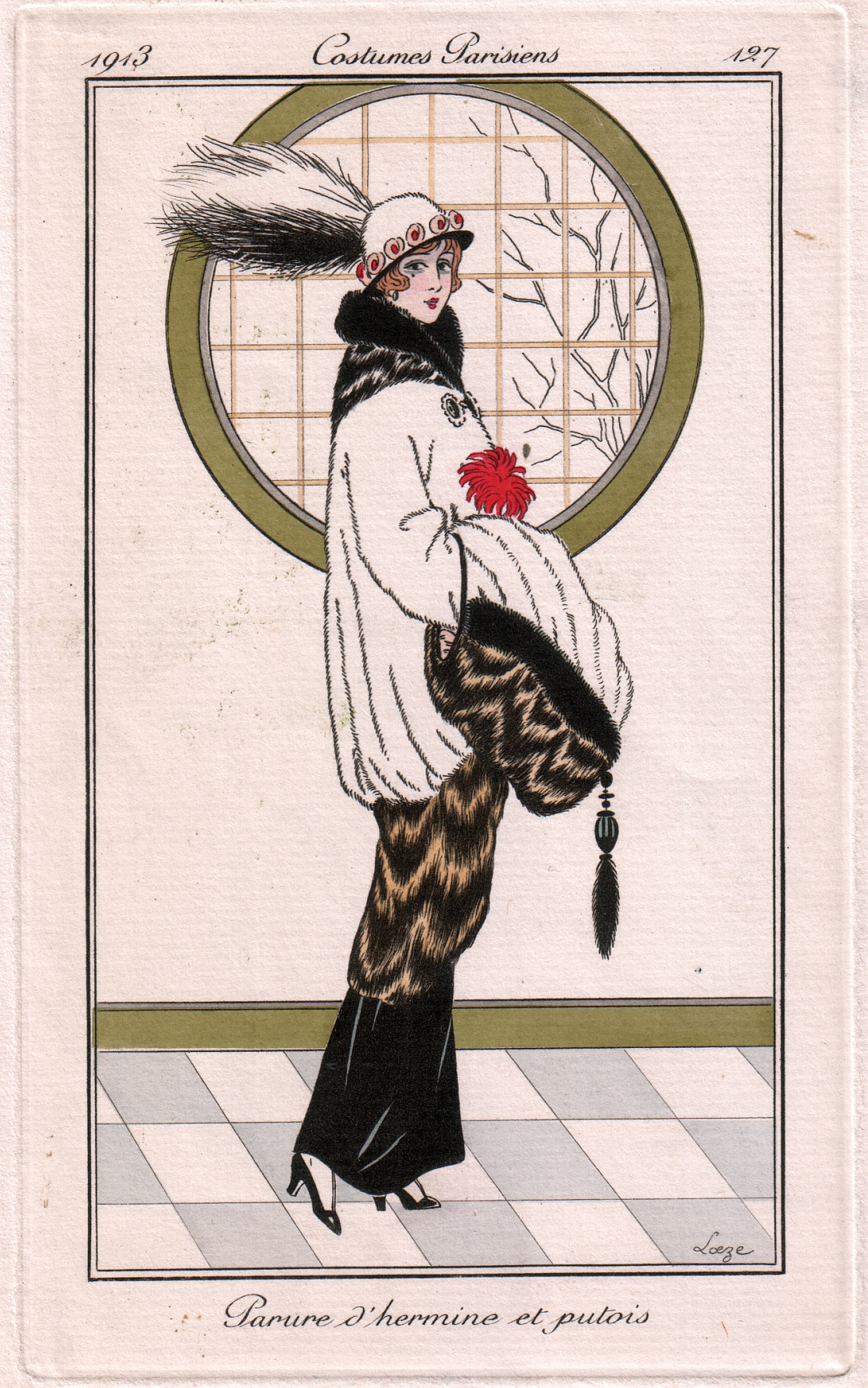
Costumes Parisiens, 1913, Parure d'hermine et putois
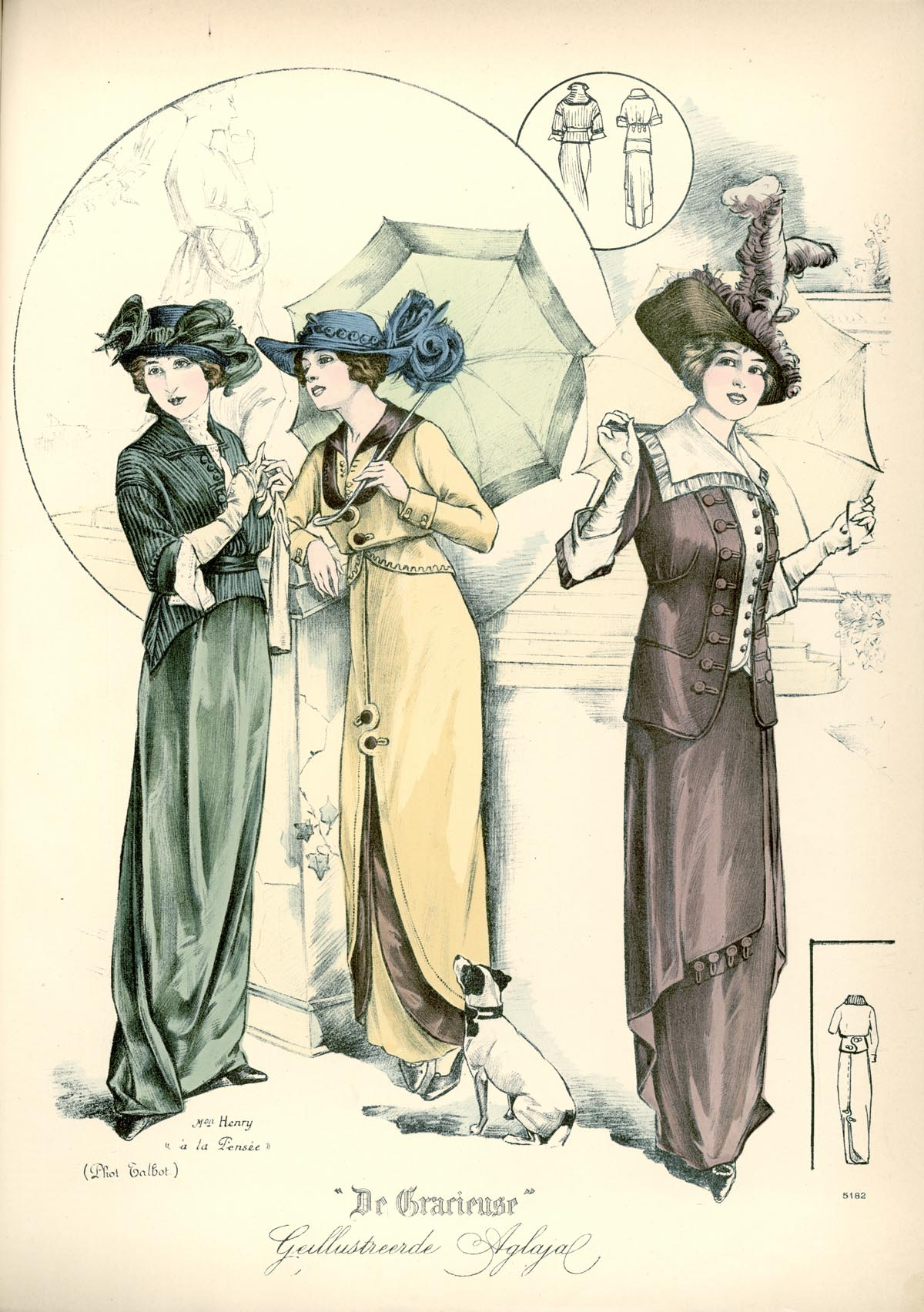
Gracieuse. Geïllustreerde Aglaja, 1913, aflevering 10, pagina 20-9
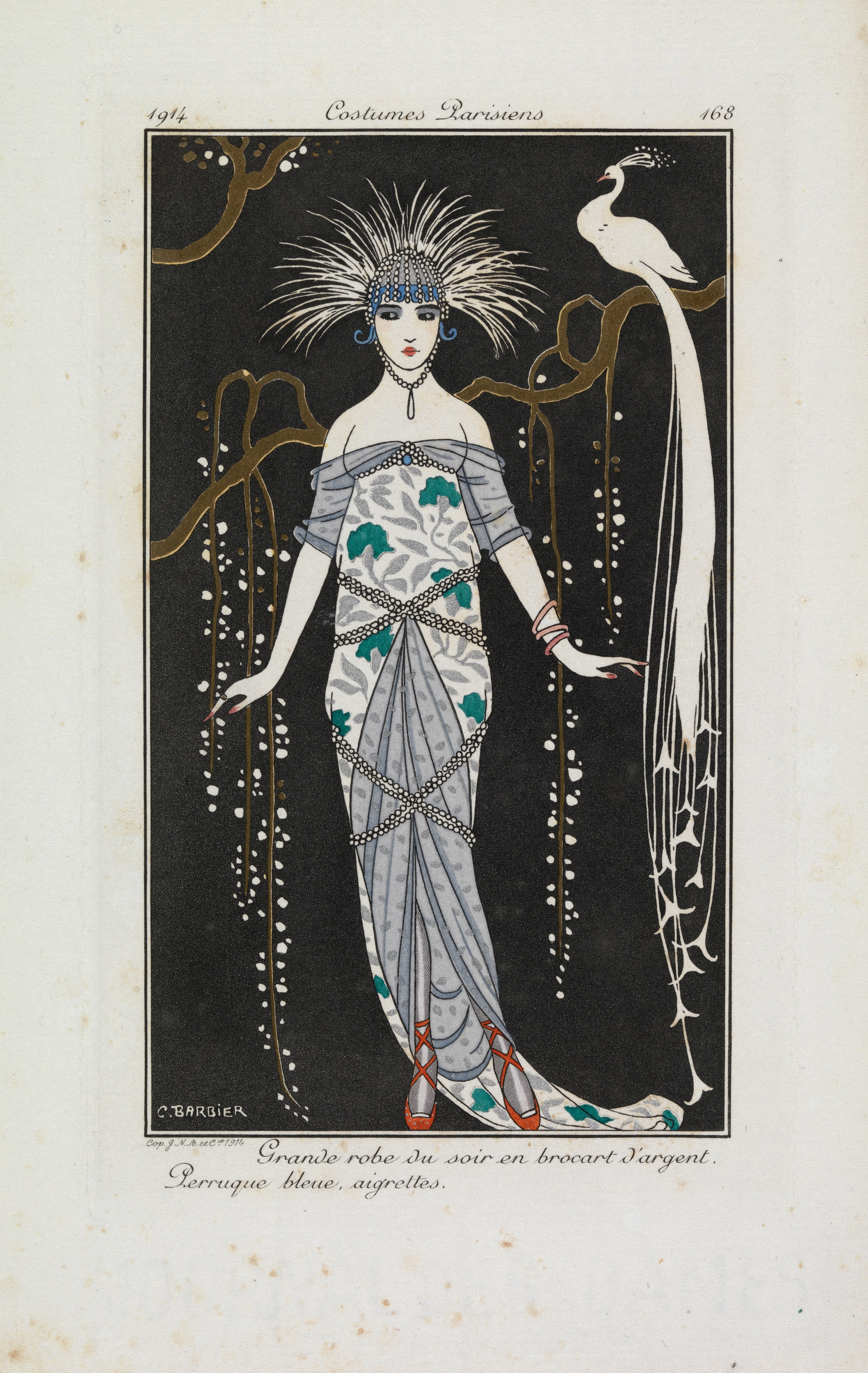
Evening dress (Grande robe du soir en brocart d'argent. Perruque bleue aigrettes) (CBL WEp 0944)
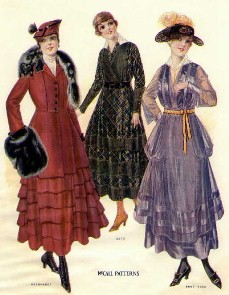
McCalls Magazine Fashion Print c 1916

## Herrmode

### Klädedräkt
Den enfärgade tredelade kostymen var fortsatt den självklara basen för herrdräkten. En nyhet var att kavajen, som länge hade knäppts högt upp i halsen, nu återigen blev lägre skuren och började visa skjorta och väst igen. 
Pressveck hade nu blivit en fast del av dräkten. Liksom tidigare var kostymen gärna vit eller ljus då den bars till fritiden. 
Bonjour med randiga byxor kunde bäras som ytterst formell dagdräkt. 
Frack bars till formell festdräkt och smoking till informell festdräkt. Cylinderhatt bars då ännu som assecoir till fracken. 
Den så kallade Norfolk suit, en Norfolk jacket till knickerbockers-byxor, var fortsatt den vanliga fritidsklädsel, med blazern som alternativ. 

### Hår och huvudbonad
Homburghatten var den vanliga formella hatten, men fedoran blev nu ett mer informellt alternativ, och skärmmössan ett ännu mer informellt. 

### Bildgalleri

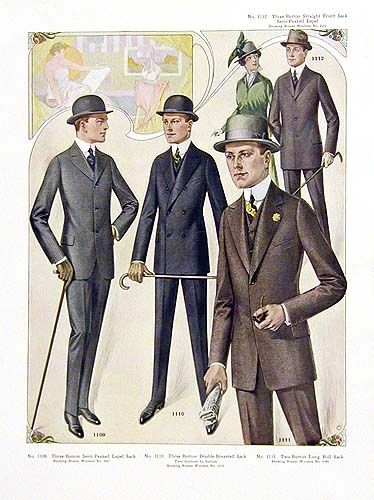
Mens Styles NY Tailor 1914 Young Men
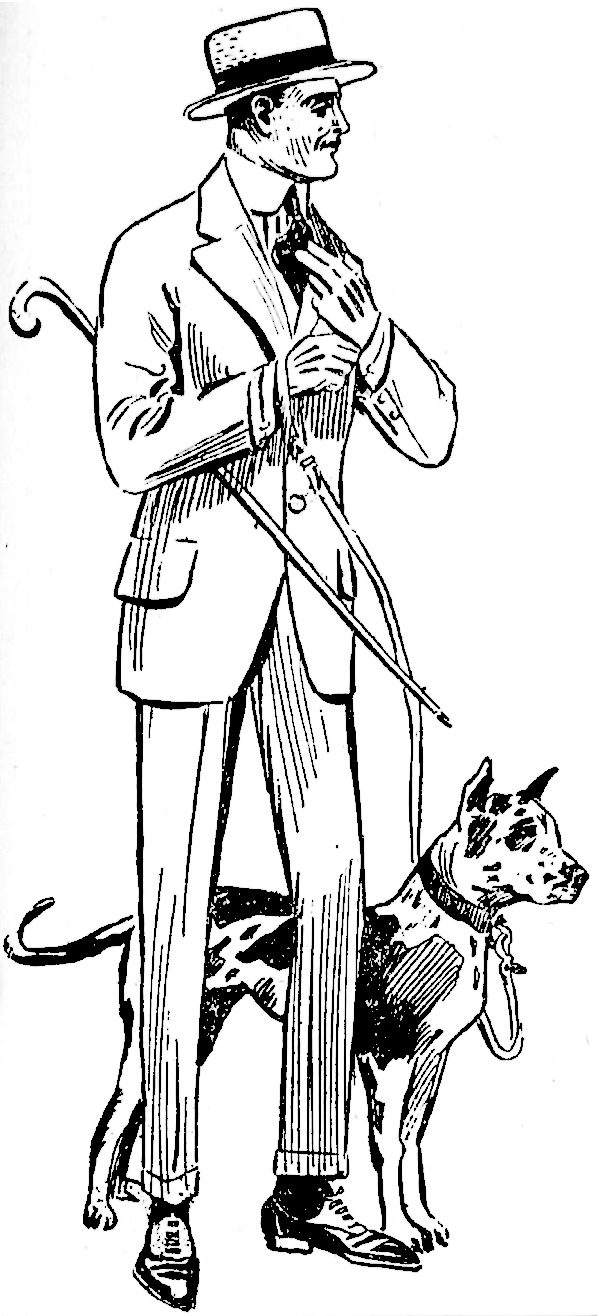
Manandhisdog1916
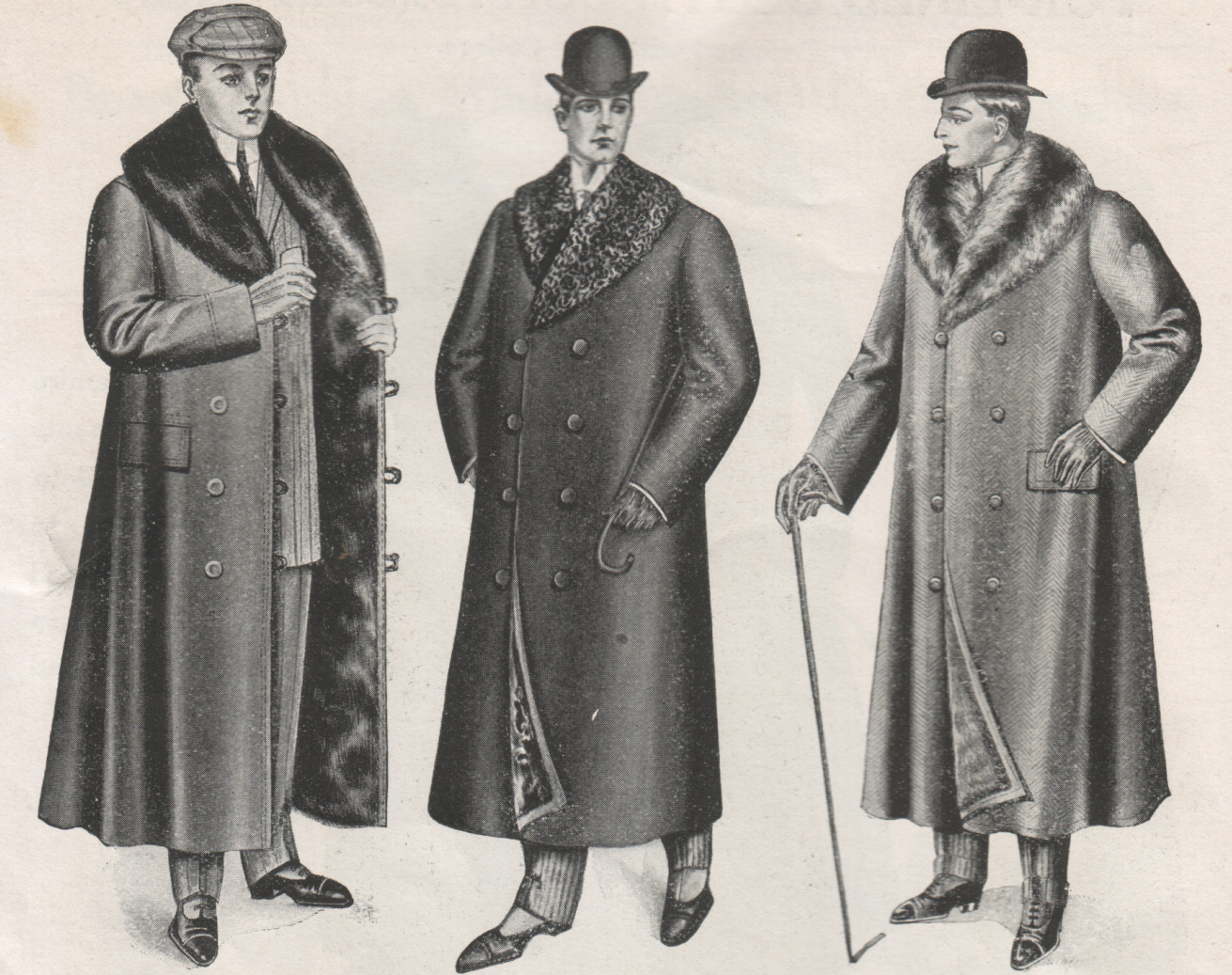
The Fur House Max Neuburger & Co, No 598 Broadway, New York, Season 1910–1168 (cropped)

### Övriga källor
- Kybalova, L Den stora modeboken Folket i bilds förlag, Stockholm 1969
- Broby-Johansen, R., 1900-1987. - Kropp och kläder : [klädedräktens konsthistoria] / R. Broby-Johansen ; [övers.: Herbert Friedländer ; teckningar: Ebbe Sunesen] ; [dräkttermerna granskade av Björn Hallerdt].. - 1978 - 2., utök. uppl., 2. tr.. - ISBN 9129505976
- Gorsline, Douglas (1993[1952]). A history of fashion: a visual survey of costume from ancient times. London: Batsford
- Brown, Carolina (1991). Mode: klädedräktens historia genom fem sekler. Stockholm: Rabén & Sjögren
- Brown, Carolina (2005). Skönhetens mask ur den kroppsliga skönhetens historia. Enskede: TPB
- Jacobson, Maja (2009). Färgen gör människan: om färg, kläder och identitet från antiken till våra dagar. Stockholm: Carlsson
- Tydén-Jordan, Astrid (red.) (1987). Kungligt klädd, kungligt mode. Stockholm: Bergh